# أليس أرنو
أليس أرنو (بالفرنسية: Alice Arno)‏ هي ممثلة فرنسية، ولدت في 29 يونيو 1946.

## وصلات خارجية
- أليس أرنو على موقع IMDb (الإنجليزية)
- أليس أرنو على موقع ألو سيني (الفرنسية)
- أليس أرنو على موقع قاعدة بيانات الفيلم (الإنجليزية)
- أليس أرنو على موقع كينوبويسك (الروسية)